# Albert Oldman
Albert Oldman, född 18 november 1883 i Mile End, död 15 januari 1961 i Upminster, var en brittisk boxare.
Oldman blev olympisk mästare i tungvikt i boxning vid sommarspelen 1908 i London.